# Jaroslav Rössler

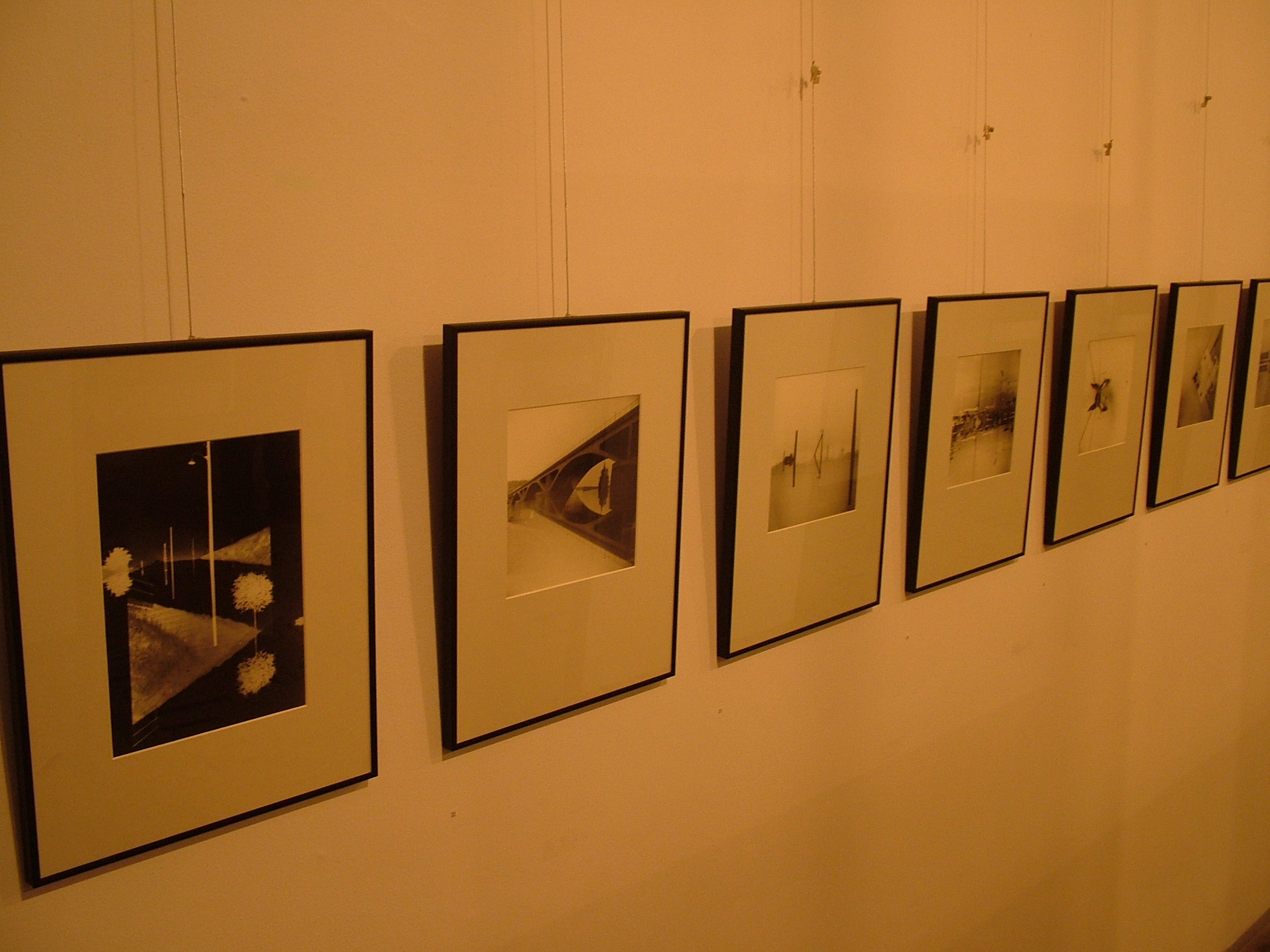
Jaroslav Rössler v Galerii Louvre, Praha 2008

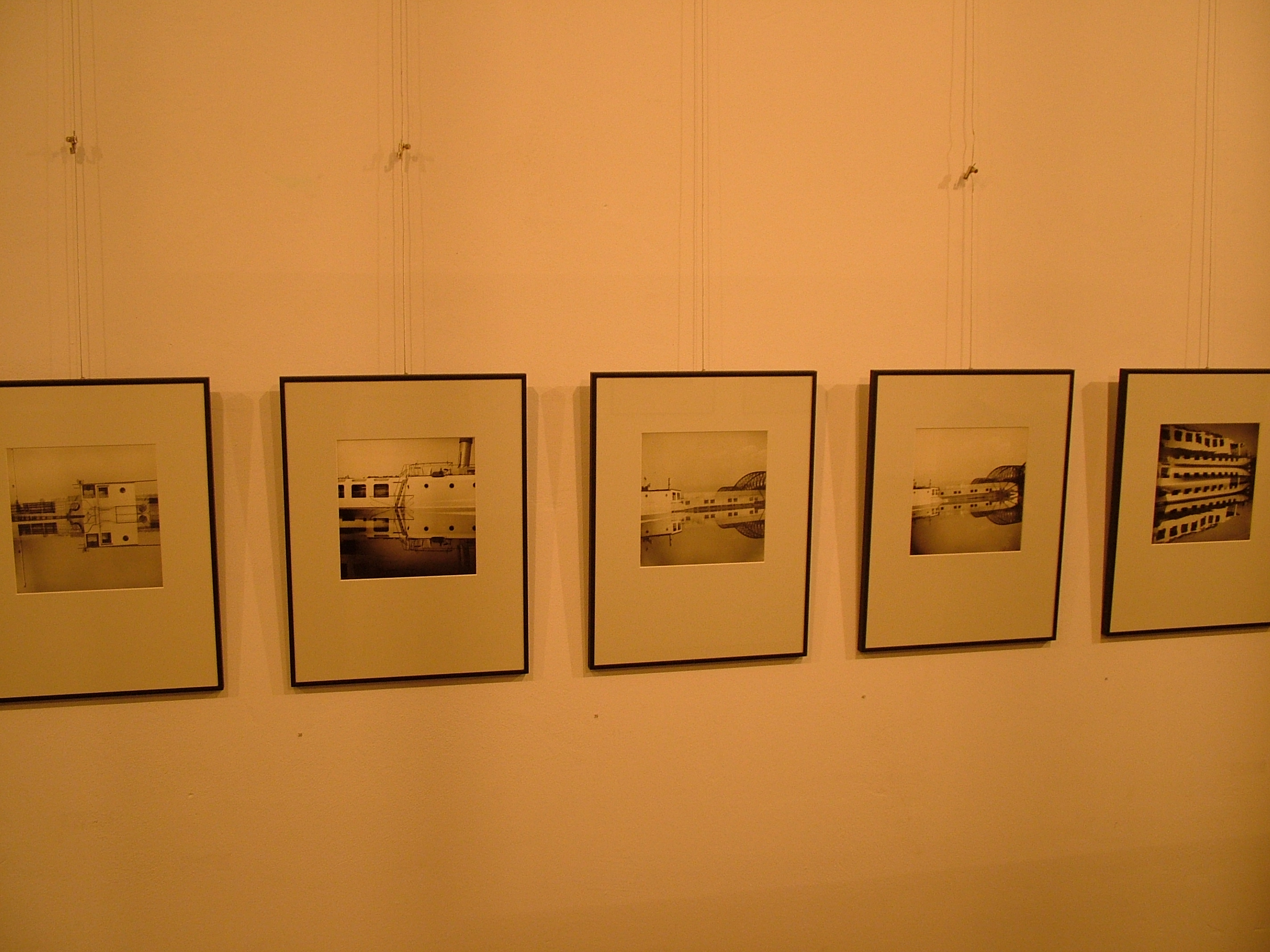
Jaroslav Rössler v Galerii Louvre, Praha 2008

Jaroslav Rössler (25. května 1902 Smilov – 5. ledna 1990 Praha) byl český fotograf a člen Devětsilu. 

## Život a dílo
Jaroslav Rössler se vyučil v portrétním ateliéru u firmy Drtikol a spol. (1917–1920) a osm let zde pracoval jako laborant, až do svého odjezdu do Paříže. V jedenadvaceti letech si ho všiml Karel Teige, který ho pověřil fototypografickými úkoly pro časopisy Pásmo, Disk, Stavba a ReD. Tak získal o možnostech funkčního využití fotografie novou představu. Postupoval od fotografie k fotogramu, fotomontáži, typografické koláži a kresbě, až nakonec všechny postupy vhodně mísil, jak si to žádala soudobá koncepce moderního umění.
Počátkem roku 1925 odjel do Paříže na půlroční studijní pobyt a v témže roce se stal fotografem Osvobozeného divadla. Většina záběrů jevištních inscenací té doby je jeho dílem. Ještě před svým druhým odjezdem do Paříže v roce 1927 navázal jako reklamní a průmyslový fotograf spolupráci s obrázkovým časopisem Pestrý týden, který pak už z Francie zásoboval i svými reportážemi.
V Paříži, kde plánoval zůstat se svou ženou Gertrudou Fischerovou (1894–1976) natrvalo, se zabýval reklamou, především v experimentálním studiu Luciena Lorella, a vytvářel práce pro tak významné podniky, jako například firmy Michelin nebo Shell. Přitom ho však lákal i živý pouliční ruch a právě tento zájem se mu nakonec stal osudným a poznamenal celou jeho další budoucnost. Setkal se s demonstranty a když fotografoval působivý výjev a jeho aktéry, byl zatčen, ve vězení strávil jednu noc, smyslově se pomátl, a až po půlročním intenzivním hledání ho jeho žena nalezla v blázinci ve Štrasburku.
Spolu se ženou otevřel na Žižkově fotografický ateliér. 
Až v padesátých letech se k fotografickému experimentu znovu vrátil. Vytvářel takzvaná prizmata – fotografie snímané přes dvojlomný hranol, experimentoval i s tvárnými[ujasnit] postupy – vedle solarizace to byl především Sabatierův efekt – vrátil se tak i k pigmentům. Hýřil novou barevnou a tvarovou představivostí.
Jaroslav Rössler je neoddělitelnou součástí české moderny. Moderny, která byla stejně tak literární, malířská a fotografická jako typografická, architektonická, divadelní nebo kinematografická. Jeho dílo je citlivou ozvučnicí doby, ale vyjadřuje se nezávisle na vyjádření druhých. Československá fotografie nemá kromě Rösslera autora, jehož práce v různých výrazových prostředcích by se tak dokonale propojila k moderní koncepci umění. Ojedinělým tvůrčím odkazem autora nejstarších českých fotogramů a vynálezce fotogramů jsou abstrahující vize, rozvíjené během více než půlstoleté umělecké dráhy.[zdroj?]
Jaroslav Rössler patří společně s Františkem Drtikolem, Josefem Sudkem a Jaromírem Funkem k světově proslulým českým fotografům, jejichž díla jsou vyhledávána na prestižních aukcích.
Jeho fotografie jsou také součástí sbírky Fotografis, která byla představena na začátku roku 2009 v Praze.

## Výstavy
- Jaroslav Rössler – fotografie, malby a kresby 1923–1978, Praha, Topičův salon, 15. 4. – 23. 05. 2014, kurátoři: Josef Moucha, Petr Štěpán a Ilona Víchová [3]